# Seznam bengalskih pesnikov
Seznam bengalskih pesnikov.

## J
Jaydev - 

## K
Daulat Kazi - 

## P
Ramakrishna Paramhansa - 

## S
Ramprasad Sen - 

## T
Rabindranath Tagore - 